# Юсеф Аль-Карадаві
Юсеф аль-Карадаві (араб. يوسف القرضاوي; 9 вересня 1926 — 26 вересня 2022) — сучасний ісламський релігійний діяч, спеціаліст з питань фікху, муджтахід, оратор, публіцист, письменник, поет, правознавець. Автор більш ніж 120 монографій, серед яких є перекладені з арабської на інші мови світу.
Відомий за програмою «Шаріат та життя», яка виходить на каналі Аль-Джазіра та має аудиторію понад 60 мільйонів глядачів по всьому світу та по сайту Islamonline, автором та головним богословом якого він є.
Був членом численних міжнародних організацій, які займаються банківською справою (він один з небагатьох мусульманських правознавців, який виносить фетви (рішення) про правоздатність тих чи інших банківських операцій, що проводять ісламські банки, розробляє і розвиває систему і механізми ісламського банкінгу.
У 2012 році вдруге визнаний ученим року за версією порталу OnIslam.net.

## Біографія
Народився 9 вересня 1926 року в селищі Сафат Тураб, що знаходиться в губернаторстві Гарбія, Арабська Республіка Єгипет, в родині селян. У два роки став сиротою, втративши батька. З чотирьох років навчався в коранічній школі при міжнародному університет аль-Азхар у Каїрі. В десятирічному віці вже знав Коран на пам'ять.
Після закінчення школи продовжив навчання в інституті релігії в Танта протягом дев'яти років. У вісімнадцятирічному віці вступив до університету аль-Азхар на факультет основ релігії. У 1953 році з відзнакою закінчив факультет Основ релігії університету аль-Азхар. У 1954 році отримав викладацьку ліцензію.
Під час навчання в Єгипті неодноразово був ув'язеним  через свої політичні вподобання.
У 1960 закінчив магістратуру з коранічних студій факультету Основ релігії в університеті аль-Азхар і залишив Єгипет. У 1961 приїхав до Катару, де вже в 1962 очолив катарський релігійний інститут. У 1973 році блискуче захистив дисертацію і отримав докторську ступень на тому самому факультеті.
У 1977 став співзасновником факультету Шаріату та ісламознавства в університеті Катару, та став деканом цього факультету. У тому ж році заснував Центр дослідження сіри та сунни. Він
також співпрацював з єгипетським Інститутом імамів, що підпорядковується Єгипетському міністерству вакуфів. Після повернувся у Катар як декан Ісламського факультету Шаріату та освіти, де він працював аж до 1990. З 1990 по 1991 працював в Алжирі головою наукової ради Ісламського університету. Він повернувся у Катар та зайняв посаду директору Центру дослідження сіри та суни, яку займає і понині.
У 2011 році, під час «Арабської весни» аль-Кардави повернувся до Єгипту. На площі Тахрір він провів п'ятничну молитву перед двома мільйонами єгиптян, яка почалася словами «О мусульмани та копти», маючи на увазі коптських християн — корінних жителів Єгипту. Він приділив велику увагу солідарності мусульман та християн Єгипту, та наголосив, що єгипетська революція — це спільна перемога.
Очолював Європейську раду фетв та досліджень, яка базується в Ірландії. Також був президентом Міжнародного союзу ісламських вчених. Мав трьох синів та чотирьох дочок, троє з яких мають докторський ступінь Британського університету.
В грудні 2014 був оголошений Інтерполом в розшук. Також йому заборонено відвідувати США, Велику Британію та Францію.

## Діяльність
1961 року очолив релігійний інститут у столиці Катару Досі.
1973 року захистив докторську дисертацію на тему «Роль закята у вирішенні соціальних проблем» і отримав ступінь доктора теології найвищої категорії.
Працював у Комітеті з контролю у справах релігії при Міністерстві Вакуфів, а також в Управлінні Ісламської Освіти при аль-Азхарі. Засновник багатьох навчальних закладів. За запрошенням держави Катар працював ректором Катарського Інституту Релігії, в якому заснував і очолив відділ Ісламських досліджень на факультеті педагогіки. Пізніше працював деканом на створеному ним факультеті Ісламських досліджень. Також є засновником Центру досліджень Сунни й біографії, який очолює і досі.
З 1997 року керує Європейською радою з фетв і досліджень, що знаходиться в Дубліні. На відомому катарському телеканалі «аль-Джазіра» щотижня виходить популярна програма Ю. Карадаві під назвою «аш-Шаріа ва-ль-Хайя» («Шаріат і життя»), під час якої глядачі зі всього світу задають питання, що їх хвилюють. Юсуф Карадаві відноситься до ісламських вчених, які перебувають на позиціях Васатийя (поміркованості, серединності) в ісламі, тобто поєднує модернізм і традиціоналізм у своїх поглядах. Проте іноді його критикують з позицій консервативного саляфізму.

## Членство у міжнародних співтовариствах
- Президент Європейської ради фетв та досліджень[12]
- Президент Міжнародного союзу ісламських вчених[13]
- Член конгресу ісламських досліджень (Єгипет)
- Член конгресу ісламських правових досліджень при Організації Ісламської Конференції  (штаб-квартира в м. Мекка)
- Голова союзу спостерігачів ісламського банку Катару і ісламського банку Файсал (Бахрейн)
- Заступник голови всесвітньої організації закята (Кувейті)
- Член королівського конгресу ісламських досліджень (Йорданія)
- Член асоціації «Ісламський Заклик» (Хуртума)
- Член Академії права Всесвітньої ісламської ліги (Мєкка)
- Член Оксфордського Центру ісламських досліджень
- Член Ради директорів пакистанського міжнародного ісламського університету (Ісламабад)
- Голова Комітету шаріатського контролю ісламських банків

## Нагороди
Юсеф Аль-Кардаві має багато відзнак від різних організацій з різних країн світу за свій внесок у розвиток життя ісламської спільноти. Серед них:
- Нагорода за внесок в ісламську економіку — Ісламський банк розвитку (1991)
- Нагорода за внесок в ісламознавство — King Faisal International Prize  (1994)
- Нагорода за внесок в ісламську юриспруденцію — Султан Хассанал Болках (1997)
- Нагорода за досягнення в культурі та науці — Султан Ал Овайс (1998—1999)
- Мусульманська особистість року — Дубайська міжнародна нагорда Святого Корану (2000)
- Державна подяка за розподіл галузей ісламознавства — уряд Катару (2008)
- Нагорода хіджри Пророку — Уряд Малайзії (2009)

Також його ім'ям було названо стипендіальну програму, започатковану у 2009 році на факультеті ісламозавства в Катарі. Кожного року п'ять аспірантів отримують цю стипендію. Також його ім'ям було названо новий дослідницький центр в Катарі «Центр Карадаві ісламського врегулювання та відновлення». Центр працює над позитивним іміджем ісламу та мусульман на Заході, правами та свободами жінок в ісламі та над розвитком демократії в ісламському світі загалом.

## Політичні погляди
Аль-Кардаві висловлюється на користь демократії та реформ в ісламському світі. Він активно підтримував арабську весну та довгий час грав значну роль в інтелектуальному житті Братів мусульман. Проте двічі відмовлявся від офіційних посад в організації (у 1976 та у 2004), посилаючись на стан здоров'я та інші причини.
Після трагедії 11 вересня він закликав мусульман здавати кров для постраждалих, наголошуючи, що іслам — це релігія терпимості.
Росію аль-Кардаві називає «ворогом ісламу», через її втручання в Сирійський конфлікт. Це викликало обурення у голови Чеченської республіки Російської Федерації Рамзана Кадирова. Він звинуватив Аль-Кардаві в тому, що його слова направлені проти мусульман Росії. Також Всеросійський муфтіят закликає росіян не слухати заяви Аль-Кардаві.

## Додаткова література
1. Козловский И. А. Украиноцентризм и «умеренный ислам»: к вопросу о стратегии развития украинской уммы / И. А. Козловский // Матеріали ІІ Міжнародної науково-практичної конференції «Іслам та ісламознавство в Україні». — Донецьк: ЦРДМДУ, 2012. — 132 с. — С. 62-65
2. Аль-Кардави Ю. Современные фатвы: Перевод с араб.: Ясин Расулов. 1-е издание. — М.,: Андалус, 2004. — 258 с.
3. Аль-Кардави Ю. Исламское возрождение в свете дозволенного расхождения и осуждаемого раскола: Пер. с англ. Р. Кулиева. — Киев: «Ансар Фаундейшн», 2011. —160 с.
4. Аль-Кардави Ю. Исламское пробуждение между отрицанием и экстремизмом: Пер. с англ. Р. Кулиева. — Киев: «Ансар Фаундейшн», 2011. —160 с.
5. Аль-Кардави Ю. Время в жизни мусульманина. Перевод с англ. Т. Гончаровой. — Киев: «Ансар Фаундейшн», 2012. — 72 с.
6. Аль-Кардави Ю. Фикх приоритетов в свете Корана и Сунны. Перевод с араб. Р. Хабибутдинова. — Киев: «Ансар Фаундейшн», 2013. — 196 с.
7. Аль-Кардави Ю. Феномен такфира. Перевод с араб. А. Мухсин. — Киев: «Ансар Фаундейшн», 2013. — 64 с.